# Abuçaíde Otomão ibne Abi Alulá
Abuçaíde Otomão ibne Abi Alulá (em árabe: ابو سعید عثمان بن أَبِي العلا; romaniz.: Abu Sa'id Uthman ibn Abi al-Ula; m. 1330), também chamado Dom Usmém (em catalão: Don Uzmén) em fontes castelhanas, foi um príncipe merínida que liderou uma rebelião malsucedida com o objetivo de capturar o trono, e fugiu para o Reino Nacérida de Granada em seu rescaldo. Lá, serviu como comandante (xeique alguzate) dos Voluntários da Fé de Granada e se tornou uma das figuras políticas mais importantes do Reino Nacérida.
Descendente de um ramo da dinastia merínida, entrou para o serviço nacérida sob Maomé III depois de uma rebelião fracassada contra o sultão Abu Iacube Iúçufe Anácer em sua terra natal. Foi nomeado para liderar os Voluntários da Fé na cidade de Málaga. Quando Maomé III entrou em conflito com Abu Iacube Iúçufe por Ceuta, Otomão aliou-se a Granada, conquistou uma parte do Magrebe Ocidental (atual Marrocos) e se declarou sultão. Acabou sendo derrotado em 1309 por Abu Arrabi Solimão, neto de Abu Iacube que se tornou sultão desde 1308.
Então retornou a Granada, ajudando no alívio de Almeria contra um cerco aragonês de 1309. Ele e os Voluntários sob seu comando desempenharam papel importante na derrubada do sultão Nácer em favor de seu sobrinho Ismail I. Sob Ismail, foi nomeado o chefe geral dos Voluntários (xeique alguzate) e nesta função obteve uma vitória decisiva contra um exército castelhano na Batalha de Serra Elvira de 1319. Seu poder continuou a crescer, alienando outros ministros no reino, incluindo o vizir Maomé ibne Almaruque. A luta entre Otomão e ibne Amaruque escalou para uma guerra civil, que terminou com o assassinato de ibne Almaruque por ordem do sultão Maomé IV e a retenção de Otomão de seu poder anterior. Ele perdeu para Castela na Batalha de Teba em 1330 e morreu no mesmo ano em Málaga.

## Vida

Magrebe Ocidental e Península Ibérica em 1360

### Origens e primeiros anos sob os nacéridas
Otomão pertencia aos Banu Abi Alulá, uma família relacionada à berbere dinastia merínida que governava o atual Marrocos, muitos de cujos membros serviram como governadores e funcionários administrativos. No entanto, durante o governo do sultão Abu Iacube Iúçufe Anácer (r. 1286–1307), vários membros desta família se revoltaram. Como dois outros clãs relacionados com os merínidas e envolvidos em rebeliões fracassadas, os Banu Idris e Banu Rau, desde 1286 membros dissidentes dos Banu Abi Alulá começaram a encontrar refúgio através do estreito de Gibraltar, no Reino Nacérida de Granada, onde eles e seus seguidores receberam privilégios e foram alistados pelos sultões como "Voluntários da Fé" contra as invasões dos reinos cristãos de Aragão e Castela.
Otomão, que seria o mais proeminente desses rebeldes, e posteriormente o mais famoso líder dos "Voluntários da Fé", deixou o Norte da África em 1302 e entrou no serviço nacérida sob Maomé III (r. 1302–1309), que o nomeou comandante de um destacamento de "Voluntários da Fé" em Málaga.

### Rebelião no Magrebe Ocidental

Reino Nacérida de Granada

Em 1306, Otomão voltou ao Magrebe Ocidental (Marrocos) para liderar uma rebelião contra Abu Iacube, reivindicando o sultanato para si. Apoiado pelos nacéridas, que haviam assumido o controle de Ceuta em 1306, capturou a fortaleza de Aludã, que se tornou sua fortaleza e base de operações. Aproveitando a preocupação de Abu Iacube com sua tentativa de capturar Tremecém, conseguiu tomar as cidades de Arzila e Larache, derrotar um exército merínida sob o comando do filho de Abu Iacube, Abu Salim, e estender seu domínio sobre grande parte da região dos gomaras. Em 1307, Alcácer-Quibir o reconheceu como sultão.
Após a morte de Abu Iacube, seu sucessor Abu Tabite Amir (r. 1307–1308) enfrentou várias revoltas, mas ainda concentrou muitos de seus esforços contra Otomão. O general Alhaçane ibne Amir ibne Abedalá Anaiabe, enviado pela primeira vez contra Otomão, foi incapaz de subjugá-lo e, em junho de 1308, o príncipe rebelde derrotou outro exército merínida sob o comando de Abdalaque ibne Otomão ibne Maomé e recapturou Alcácer-Quibir. Esses contratempos forçaram Abu Tabite a entrar em campo pessoalmente contra Otomão: capturou Aludã por assalto e a cidade de Domna, mas sua morte repentina em 1308 interrompeu seus planos e deu tempo a Otomão. Foi o novo sultão merínida, Abu Arrabi Solimão (r. 1308–1310), que em 1309 conseguiu derrotá-lo em Aladã e forçá-lo a abandonar o Norte da África e buscar refúgio no Reino Nacérida.

### Retorno ao serviço nacérida

#### Queda de Nácer e ataque castelhano
Imediatamente após sua chegada a Granada, recebeu a ordem de ajudar a cidade portuária de Almeria, que estava sendo sitiada por Jaime II de Aragão. Durante o cerco distinguiu-se não só pelas vitórias nos confrontos com os cristãos, mas também pela sua habilidade diplomática nas negociações que encerraram o cerco. Em 1314, como comandante da guarnição norte-africana em Málaga, desempenhou um papel crítico na derrubada do sultão Nácer (r. 1309–1314), pois foi a promessa de apoio de suas tropas que deu o ímpeto decisivo à conspiração para elevar Ismail I (r. 1314–1325) ao trono. Por razões desconhecidas, Nácer se tornou cada vez mais impopular e foi destronado em 8 de fevereiro de 1314, mas teve permissão para se retirar para Guadix como seu governador. Embora o apoio de Otomão tenha sido crucial à ascensão de Ismail I, nem todas as tropas norte-africanas o seguiram: os príncipes zenetas Abdalaque ibne Otomão e Hamu ibne Abdalaque e seus homens permaneceram leais a Nácer e o seguiram até Guadix.
Nácer não aceitou seu destino e planejou recuperar seu trono com a ajuda de Castela, de quem era vassalo desde 1310. De fato, em 1316, enquanto Ismail sitiava Guadix, um exército de alívio castelhano invadiu o território granadino e marchou contra a cidade. Otomão os confrontou em Uádi Fortuna, perto de Alicún. Os detalhes da batalha são contraditórios, mas provavelmente foi vencida, embora por pouco, pelos castelhanos, que assim ganharam uma posição perto de Granada. O poder e o prestígio de Otomão aumentaram continuamente em Granada e foi capaz de assegurar sua posição como xeique alguzate (comandante geral dos "Voluntários da Fé") ao lado de rivais em potencial, como seus parentes maternos, o clã Banu Rau ibne Abedalá, que foi exilado em Túnis. Tal era sua autoridade que, quando Granada solicitou a ajuda merínida em 1319 contra uma tentativa castelhana de capturar a cidade, o sultão Abuçaíde Otomão II (r. 1310–1331), temeroso do ex-rebelde, exigiu como pré-condição que seria entregue a Fez e mantido na prisão. A oferta foi rejeitada, e Otomão liderou as tropas nacéridas, compostas por 5 000 soldados, numa grande vitória sobre o exército castelhano de 7 000 homens na Batalha de Serra Elvira em 26 de junho de 1319, que resultou na morte dos comandantes castelhanos Pedro e o João. No rescaldo, uma paz de oito anos foi assinada entre Granada e Castela em 18 de junho de 1320, enquanto as lutas políticas que eclodiram entre a nobreza castelhana asseguraram ainda mais Granada daquela direção. Otomão ganhou grande renome nas guerras contra os cristãos, supostamente liderando um total de 732 ataques ao território cristão. Em 1325, suas forças capturaram a cidade de Rute.

#### Assassinato de Ismail I e guerra civil com ibne Almaruque

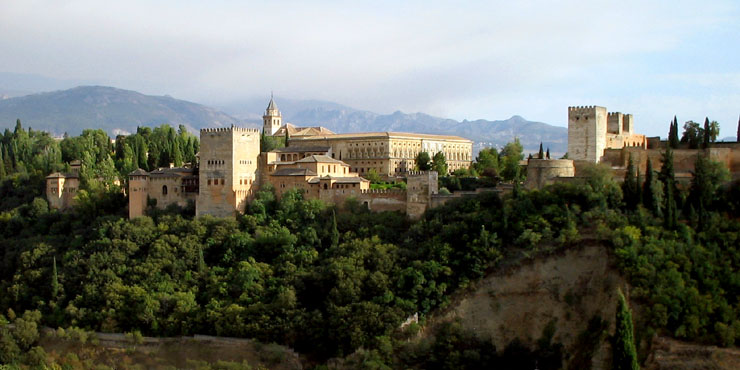
Vista de Alhambra hoje

Em 9 de julho de 1325, Ismail I foi assassinado, um evento pelo qual as fontes unanimemente acusam Otomão de ser o mentor. Ismail foi sucedido por Maomé IV (r. 1325–1333), mas como era menor de idade, foi colocado sob a tutela de um ministro sênior. Inicialmente, este era o vizir de seu pai, Alboácem ibne Maçude, mas ele morreu logo depois - de ferimentos recebidos ao tentar proteger Ismail - e foi substituído por Maomé ibne Almaruque, nomeado por Otomão. Otomão tornou-se assim a figura dominante na corte: tendo assegurado o controle completo, não apenas dos Voluntários da Fé, mas do exército como seu comandante-chefe efetivo, agora também assumia as rédeas do governo. Logo, porém, seu comportamento despótico alienou os demais ministros, pois os privou de autoridade e se apropriou dos fundos do Estado quase que exclusivamente para o pagamento dos Voluntários. Isso levou ibne Almaruque a temer que o ambicioso Otomão estivesse planejando um golpe para tomar o poder para si mesmo, e uma rivalidade aberta surgiu entre os dois, que alcançou seu clímax em dezembro de 1326: as tropas de Otomão ocuparam a cidade e forçaram ibne Almaruque e seus seguidores a se confinarem na Alhambra, enquanto ibne Almaruque buscava um candidato rival para disputar o controle de Otomão sobre as tropas norte-africanas. Isso foi encontrado na pessoa de Iáia ibne Omar ibne Rau, genro de Otomão e membro do clã Banu Rau, que Otomão havia anteriormente banido para Túnis. Iáia foi nomeado xeique alguzate, levando as tropas norte-africanas a abandonar Otomão, que ficou apenas com os seguidores de sua própria família.
Diante dessa reversão abrupta de fortuna, Otomão optou por dissimular suas intenções, fingindo que planejava buscar refúgio no Norte da África. Até escreveu ao sultão merínida Abuçaíde Otomão pedindo perdão e permissão para retornar ao Marrocos. À frente de mil cavaleiros, marchou em direção a Almeria, aparentemente para zarpar para o Marrocos. Assim que chegou à cidade em 13 de janeiro de 1327, convidou um tio de Maomé IV, Abu Abedalá Maomé ibne Abuçaíde, a quem proclamou sultão no final do mês, com o lacabe (nome real) de Alcaim Biamer Alá (al- Qa'im bi-amr Allah; "Aquele que cumpre as ordens de Deus"). Em 4 de abril, garantiu a submissão da fortaleza de Andarax, que transformou em sua fortaleza para a luta contra ibne Almaruque e ibne Rau. As áreas circundantes logo também reconheceram sua autoridade.
Na guerra civil que se seguiu, Otomão não hesitou em fazer contato com os castelhanos para uma frente comum contra Granada. O rei Afonso XI de Castela rapidamente se moveu para lucrar com a secessão granadina, invadindo suas províncias ocidentais, e algumas fontes muçulmanas relatam que um dos filhos de Otomão guiaram Afonso durante sua invasão da província de Ronda e a captura de Olvera em Junho de 1327. A pressionada corte nacérida foi forçada a entregar Ronda e Marbella, seguidos por Algeciras no ano seguinte, aos merínidas em troca de tropas. As perdas infligidas pela guerra civil forçaram Maomé IV a agir: em julho / agosto de 1328, efetuou uma reconciliação com Otomão, que se estabeleceu em Guadix, enquanto em 6 de novembro de 1328 seus escravos domésticos assassinaram ibne Almaruque. O pretendente Abu Abedalá foi enviado ao norte da África, enquanto Otomão retornou ao seu cargo como xeique alguzate. A guerra civil terminou com Otomão firmemente abrigado em sua posição anterior.

#### Últimos anos e filhos
Em 1330, sofreu uma grande derrota nas mãos de Afonso XI na Batalha de Teba. Morreu pouco depois, no mesmo ano, em Málaga. Seu filho, Abu Tabite Amir, o sucedeu como xeique alguzate. A oposição de Amir às políticas perseguidas por Maomé IV levou ao assassinato deste último em 1333, e a subsequente expulsão de Banu Abi Alulá de volta para o Norte da África pelo sucessor de Maomé IV, Iúçufe I (r. 1333–1354). Outro filho de Otomão, Solimão, lutou ao lado de Afonso XI na Batalha do Salado em 1340. Outro filho dele, Idris, também entrou no serviço dos nacéridas após liderar um golpe fracassado para tomar o poder em Fez em 1357 e, por sua vez, tornou-se xeique alguzate em 1359-1362.